# Onega stella
Onega stella är en insektsart som beskrevs av William Lucas Distant 1908. Onega stella ingår i släktet Onega och familjen dvärgstritar. Inga underarter finns listade i Catalogue of Life.